# Parasphendale affinis
Parasphendale affinis är en bönsyrseart som beskrevs av Giglio-tos 1915. Parasphendale affinis ingår i släktet Parasphendale och familjen Mantidae. Inga underarter finns listade i Catalogue of Life.